# أتوثانية
أتوثانية هي وحدة زمنية تخضع لنظام الوحدات الدولي وتعادل 10−18 من الثانية، (واحد كوينتليون من الثانية). ولسياق الموضوع فإن أتوثانية إلى الثانية يعادل ثانية إلى 31.71 مليار سنة أو ضعف عمر الكون.
تتشكل لفظة «أتوثانية» من البادئة آتو والوحدة ثانية. وأصل آتو من الكلمة الدنماركية ثمانية عشر (atten)‏. ورمزها هو as.
وتساوي أتوثانية 1000 زبتوثانية أو 1/1000 من فمتوثانية. لأن الوحدة الزمنية التالية الأعلى هي الفمتوثانية (10−15 ثانية)، وتحدد عادة الفترة من 10−17 ث و10−16 ث بالعشرات أو المئات من أتوثانية.
- فترة زمنية أقصر
- 1 أتوثانية - وهو الوقت الذي يستغرقه الضوء لعبور طول ثلاث ذرات هيدروجين.
- 12 اتوثانية - أقصر فترة زمنية تم قياسها في 12 مايو 2010.[6]
- 24 أتوثانية - وحدة ذرية زمنية واحدة.
- 80 اتوثانية - أقصر نبضة من ضوء الليزر تم خلقها إلى الآن.[7]
- 100 اتوثانية - أسرع حركة جزيئية تم مشاهدتها إلى الآن.[8]
- 200 اتوثانية (تقريبي)- نصف عمر برليوم-8، وهو أقصى زمن متاح لخلق العنصر لتكوين الكربون وعناصر ثقيلة في النجوم.
- 320 اتوثانية - الزمن التقديري الذي يستغرقه إلكترون للانتقال بين الذرات.[9]
- فترة زمنية أطول